# Mazda RX-2
O RX-2 foi um automóvel de porte médio, produzido pela Mazda e vendido em 1978.